# 히안카를로 곤살레스
히안카를로 곤살레스 카스트로(스페인어: Giancarlo González Castro, 1988년 2월 8일 ~ )는 코스타리카의 축구 선수이다. LD 알라후엘렌세와 코스타리카 축구 국가대표팀에서 뛰고 있다.